# I-275 (Мичиган)
Interstate 275 (I-275) в штате Мичиган — межштатная автомагистраль, которая является частью более крупной межштатной автомагистрали I-75 и находится в западной части города Детройт. Управлением этой дороги занимается Департамент транспорта Мичигана, относящий её к части системы автомагистралей штата Мичиган. Дорога проходит в западной части города рядом с Международным аэропортом Детройта, пересекает несколько рек и железных дорог. Южный конец дороги является развилкой с автомагистралью I-75 около Ньюпорта (к северо-востоку от Монро). По данным Департамента транспорта Мичигана, межштатная автомагистраль I-275 в Мичигане соединяется с автомагистралями I-96 и I-696 и внутренней дорогой M-5 на линии от Фармингтон-Хиллс до Нови (проходит параллельно I-96 на протяжении 8 км). Общая протяжённость дороги I-275 — 56,38 км по официальным данным (признаётся Американской автомобильной ассоциацией, Rand McNally и Google Maps), однако Администрация федеральных шоссе США признаёт длину в 48,23 км (I-275 оканчивается на развилке с I-96 и M-14 между Ливонией и Плимут-Тауншип).
В 1950-е годы на картах изображалась дорога, параллельная I-275. С развитием карт в 1960-е и 1970-е годы от I-75 (от Ньюпорта) до Нови была проложена дорога и соединена с I-75 около Дэвисбурга. В 1970-е годы существовали планы признания северного участка Нови — Дэвисбург отдельным шоссе штата M-275. Южный участок I-275 был достроен к январю 1977 года, а в том же месяце было отменено строительство северного участка магистрали из-за протестов местных жителей (в 1979 году очередное предложение о строительстве северного участка было отклонено). В 1980-е годы планировалось достроить M-275 в округе Окленд, но планы так и остались нереализованными. С 1994 по 2000 годы строилась дорога M-5 на месте перехода между I-275 и M-275.